# Wendy Carter (Schauspielerin)
Wendy Carter ist eine US-amerikanische Schauspielerin, Synchronschwimmerin und Schauspiel- und Schwimmlehrerin.

## Leben
Carter machte von 1989 bis 1992 ihren Bachelor of Fine Arts in Theater, Psychologie und Geisteswissenschaften an der Virginia Polytechnic Institute and State University. Anschließend machte sie ihren Master of Fine Arts in Schauspiel an der DePaul University. Seit 1988 ist sie als Schauspielerin tätig. Im Jahr 2000 gehörte sie zum Ensemble des Swift Creek Mill Theatre. Seit 2013 ist sie im ACAC Fitness & Wellness Center als Schwimmtrainerin tätig, seit 2014 ist sie Schauspiellehrerin an der Passion Academy, seit 2015 zusätzlich auch an der Virginia Commonwealth University. Seit 2017 ist sie als Schauspiellehrerin außerdem am Drama Kids International tätig.
Ende der 1990er Jahre debütierte sie 1997 im Spielfilm Der lange Weg der Leidenschaft als Filmschauspielerin. Es folgten Episodenrollen in verschiedenen Fernsehserien. 2006 übernahm sie eine der weiblichen Hauptrollen im Fernsehfilm Basilisk – Der Schlangenkönig. 2008 in 100 Million BC und 2009 30 Days to Die, in denen Griff Furst für die Regie zuständig war, erhielt sie jeweils größere Rollen. 2013 übernahm sie in drei Episoden der Doku-Fernsehserie American Experience die historisch anspruchsvolle Rolle der Sarah Moore Grimké. Im selben Jahr hatte sie außerdem eine Nebenrolle im Tom-Hanks-Fernsehfilm Tom Hanks: Die Lincoln-Verschwörung inne.
Carter ist Mitglied des D.C. Synchromasters, eine Synchronschwimmengruppe. 2017 nahm sie an den US Masters National Synchro Championships teil.

## Filmografie
- 1997: Der lange Weg der Leidenschaft (Going All the Way)
- 1998: Allein gegen die Zukunft (Early Edition) (Fernsehserie, Episode 3x09)
- 1999: Amor – Mitten ins Herz (Cupid) (Fernsehserie, Episode 1x13)
- 2003: Strong Medicine: Zwei Ärztinnen wie Feuer und Eis (Strong Medicine) (Fernsehserie, Episode 4x04)
- 2003: Maximum Velocity
- 2004: Hallo Holly (Fernsehserie, Episode 3x05)
- 2005: A Coat of Snow
- 2006: Crown Molding (Kurzfilm)
- 2006: Basilisk – Der Schlangenkönig (Basilisk: The Serpent King) (Fernsehfilm)
- 2007: Asylum
- 2007: Blur
- 2007: Sweetzer
- 2008: 100 Million BC
- 2008: Copperhead (Fernsehfilm)
- 2009: Brothers & Sisters (Fernsehserie, Episode 4x08)
- 2009: 30 Days to Die
- 2010: iCarly (Fernsehserie, Episode 3x10)
- 2013: American Experience (Fernsehserie, 3 Episoden)
- 2013: Tom Hanks: Die Lincoln-Verschwörung (Killing Lincoln) (Fernsehfilm)
- 2014: House on the Hill (Fernsehserie, 2 Episoden)
- 2015: House of Cards (Fernsehserie, Episode 3x10)
- 2016: Tri
- 2016: No One (Kurzfilm)
- 2018: Home on the Strange (Fernsehfilm)